# قطعنامه ۶۸۵ شورای امنیت
قطعنامه ۶۸۵ شورای امنیت سازمان ملل متحد که در تاریخ ۳۱ ژانویه ۱۹۹۱ تصویب شد، سندی بین‌المللی دربارهٔ ایران-عراق است. این قطعنامه طی نشست ۲۹۷۶ام با ۱۵ رای موافق، ۰ مخالف و ۰ ممتنع تصویب شد.